# Mucius Scævola devant Porsenna (Baldung)
Pour les articles homonymes, voir Mucius Scævola devant Porsenna.
Mucius Scævola devant Porsenna est un tableau peint à l'huile en 1531 par l'artiste allemand Hans Baldung. Il est conservé à la Gemäldegalerie Alte Meister de Dresde.

## Sujet
Le thème de la peinture a été tiré de l'Histoire romaine de Tite-Live. L'histoire raconte l'exploit héroïque de Mucius Scævola, qui, pendant le siège de Rome par l'armée étrusque, se rend au camp ennemi pour tuer le roi Porsenna. Scævola, arrivé au camp étrusque, se faisant passer pour l'un des soldats, se présente devant l'entourage royal. Voyant le roi et son scribe également richement vêtus, il ne peut distinguer lequel est le souverain. Faisant confiance au destin aveugle, il s'approche de l'un d'eux et tue l'écrivain. Bien qu'il ait essayé de fuir, les soldats l'attrapent rapidement et l'amènent devant le roi. Même alors, Scævola s'est comporté avec arrogance envers le roi, lui disant qu'une centaine de Romains plus courageux viendraient à sa place. Le roi en colère, menaçant, lui ordonne de lui révéler quelles embuscades l'attendent. Mucus lui répond :

« "Vois, lui répliqua Mucius, vois combien le corps est peu de chose pour ceux qui n'ont en vue que la gloire." Et en même temps il pose sa main sur un brasier allumé pour le sacrifice, et la laisse brûler comme s'il eût été insensible à la douleur. »

— Tite-Live, Histoire de Rome (2:12)
Après cet incident, et grâce à l'attitude courageuse de Mucius, Porsenna ordonne la libération de Scævola et fait la paix avec Rome.

## Description
Baldung a fidèlement rendu le contenu de la légende. Sur le côté droit, il place deux personnages : le scribe mort et le roi. Ils portent tous les deux des robes très similaires. Tous les personnages sont vêtus de costumes contemporains du peintre, tandis que l'architecture et le mobilier datent également du XVIe siècle. Au centre, des soldats en ligne  attendent leur solde. Sur la gauche se tient Mucius. Sa main droite est mise dans le feu et il regarde le roi avec défi.